# ديفيد فيشر
ديفيد فيشر (ولد في تل أبيب) هو مهندس معماري إسرائيلى إيطالي مقيم في فلورنسا. تخرج في جامعة فلورنسا وعمل محاضراً للفن المعماري وهندسة البناء في نفس الجامعة. يقوم فيشر بتصميم الأبنية ويعيد تصميم بعض المعالم القديمة واكتسب شهرته بالأساس من تصميمه لسلسلة من الأبراج ذات الأشكال الديناميكية المتقلبة .

## حياته المهنية
يقوم فيشر بتصميم الأبنية المختلفة في المراكز الحضرية حول العالم. قام بتأسيس شركة Fiteco Ltd في نيويورك خلال منتصف الثمانينات في الوقت ذاته الذي أصبح يشارك به في تطوير وبناء الفنادق. قام فيشر بتطوير تقنيات متعددة ك"Smart Bathroom By Leonardo Da Vinci" وهو عبارة عن نظام حمام يتم تجميعه مسبقاً للفنادق والمنازل الفخمة.
فيشر هو مؤسس ورئيس مجموعة Dynamic Architecture. وخلال الفترة ما بين 1995 و1998 كان فيشر هو القنصل الفخري لإيطاليا في إسرائيل.

## برج دافينشي (البرج الديناميكي)
اشتهر ديفيد فيشر بتصميمه برج دافينشي المتحرك كالبرج المتحرك الأول في العالم، لكن هذا ليس صحيحاً فيوجد في كوربتيبا بالبرازيل برج متحرك أيضاً منذ عام 2004 يُدعى Suite Vollard.
تم تصميم برج دافينشي بواسطة شركة Dynamic Architecture Group والموجود بدبي بالإمارات العربية المتحدة وسيحتوي على طوابق قابلة للدوران بعضها سيتحرك بناءً على أمر من الأدارة وهذا سيوفر للمقيمين شكل دائم التغير جنباً إلى جنب مع إطلالة متجددة على الخليج العربي , ويعد هذا البرج أول تصميم ناطحة سحاب يبدعه فيشر.

## وصلات خارجية
- Dynamic Architecture.